# Rudolf Hendel
Rudolf Hendel (21 de septiembre de 1947) es un deportista de la RDA que compitió en judo. Ganó dos medallas de oro en el Campeonato Europeo de Judo en los años 1970 y 1971.

## Palmarés internacional
| Campeonato Europeo | Campeonato Europeo    | Campeonato Europeo | Campeonato Europeo |
| Año                | Lugar                 | Medalla            | Categoría          |
| ------------------ | --------------------- | ------------------ | ------------------ |
| 1970               | Berlín Oriental (RDA) | Medalla de oro     | –70 kg             |
| 1971               | Gotemburgo (Suecia)   | Medalla de oro     | –70 kg             |